# ホセ・ドミンゲス・ベッケル
ホセ・ドミンゲス・ベッケル（José Domínguez Bécquer）として知られるホセ・マリア・ドミンゲス・インサウスティ（José María Domínguez Insausti 、1805年1月22日 -  1841年1月28日）はスペインの画家である。スペインでピントゥラ・コストゥンブリスタ(Pintura Costumbrista)と呼ばれる「風俗写生画」や肖像画、風景画を描いた。有名な詩人グスタボ・アドルフォ・ベッケル(1836-1870)の父親である。

## 略歴
セビリアで生まれた。スペイン領ネーデルラントから16世紀にセルビアに移ってきた名門の一族の出身で、父親がベッケルを姓に名乗るようになった。弟のホアキン・ドミンゲス・ベッケル(Joaquín Domínguez Bécquer: 1817-1879)も風俗画家として知られている。画家になった兄弟も作品にベッケルのサインをするようになった。
セルビアの王立美術学校(Escuela de Tres Nobles Artes)で学び、同僚のアントニオ・マリア・エスキベル(1806-1857)と親友になった。エスキベルの立ち合いで1827年に結婚した。
1830年にセルビアの美術アカデミーの準会員に選ばれ、セルビアに工房を開いた。美術収集家でもあったセビリアの英国領事と知り合い、ベッケルの作品はイギリスへ送られて人気になった。この頃スペインを訪れたイギリスの画家、デヴィッド・ロバーツ(1796-1864)やジョン・フレデリック・ルイス(1804-1876)もベッケルのスタジオを訪れている。
ヘナロ・ペレス・ビジャミルが出版したスペインの風景の版画集のいくつかにも図版を描いた。
1841年に36歳で亡くなった。8人の子供を残し、グスタボ・アドルフォ・ベッケル(1836-1870)は画家、詩人になり、ヴァレリアーノ・ドミンゲス・ベッケル(Valeriano Domínguez Bécquer: 1833–1870) も画家になった。

## 作品

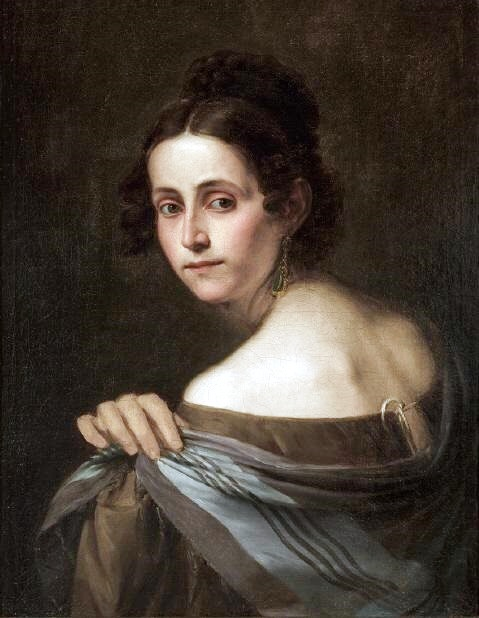
肖像画 セビーリャ美術館蔵
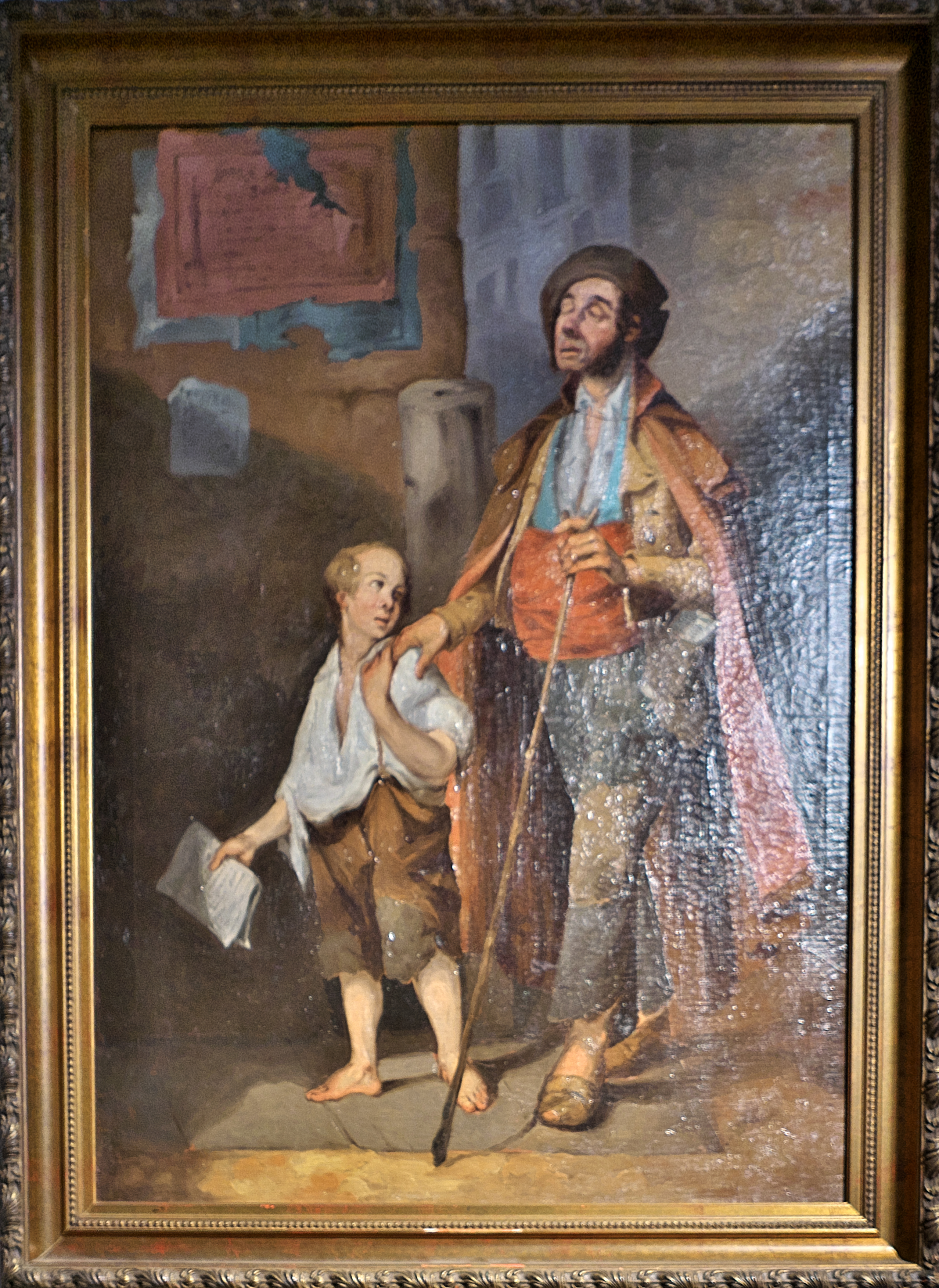
盲人とガイド、Museo Bellver蔵
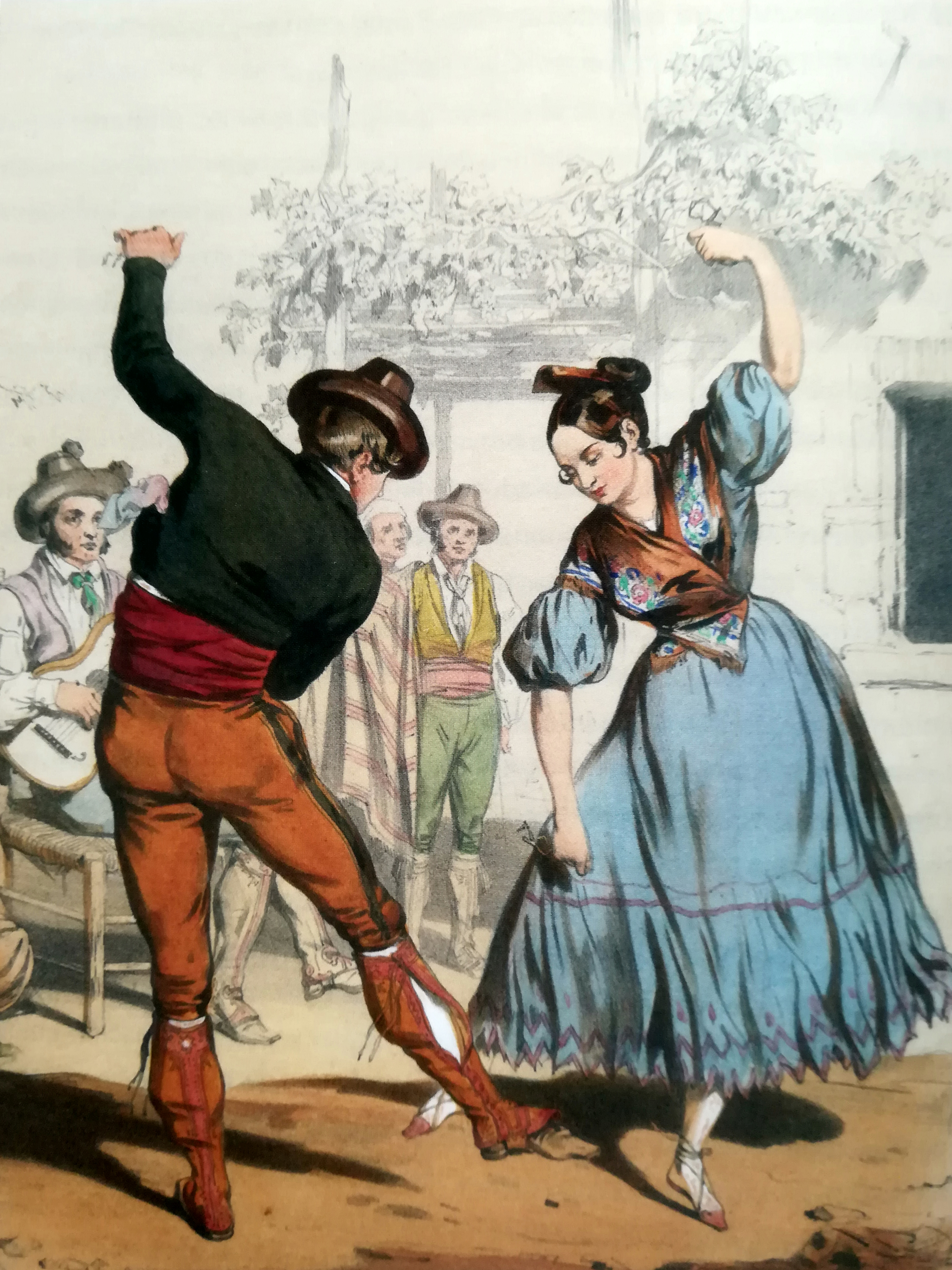
カチューチャを踊るダンサー、書籍挿絵
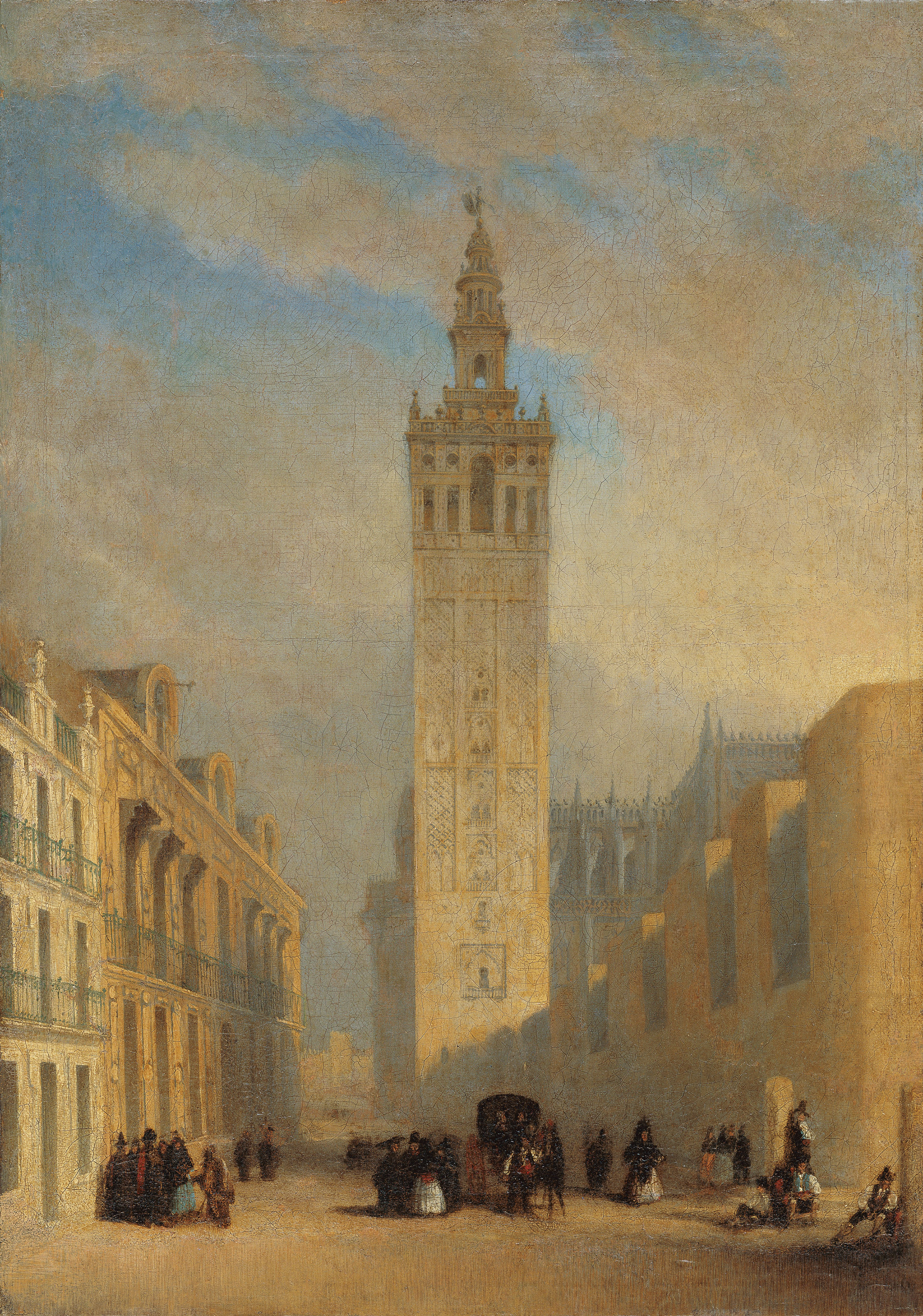
ヒラルダの塔 (c.1836) Carmen Thyssen Museum蔵